# Феттвайс
Феттвайс (нім. Vettweiß) — сільська громада в Німеччині, знаходиться в землі Північний Рейн-Вестфалія. Підпорядковується адміністративному округу Кельн. Входить до складу району Дюрен.
Площа — 83,14 км2. Населення становить 9527 ос. (станом на 31 грудня 2020).

## Географія

### Адміністративний поділ
Громада  складається з 11 районів:
- Феттвайс
- Фройцгайм
- Гіннік
- Золлер
- Якобвюллесгайм
- Кельц
- Люксгайм
- Гладбах
- Мюддерсгайм
- Дістерніх
- Зіферніх